# Real (Schiff)
Die Real war das in den Drassanes Reials de Barcelona erbaute Flaggschiff von Don Juan de Austria in der Seeschlacht von Lepanto 1571, der größten Galeerenschlacht der Weltgeschichte, in der die Flotte der vereinten christlichen Mittelmeermächte, der sogenannten Heiligen Liga, eine osmanische Flotte vernichtend schlug. Die Real und die Galeere Sultana, das Flaggschiff des türkischen Oberbefehlshabers Ali Pascha, waren schon bald nach Beginn der Schlacht in direktem Kampf Mann gegen Mann verwickelt. Dabei fiel Ali Pascha, von Musketenkugeln getroffen, verwundet auf Deck und wurde von einem spanischen Söldner enthauptet. Sein Kopf wurde auf einem Spieß zu Schau gestellt, was der Moral der osmanischen Kämpfer nicht förderlich war. Die Real erbeutete die große Flagge der Kalifen und wurde zum Symbol des Sieges von Lepanto. 
Anlässlich des vierhundertsten Jahrestages der Schlacht im Jahre 1971 wurde die Real im Museu Marítim von Barcelona originalgetreu nachgebaut und ist dort seitdem ausgestellt. Das Schiff war 60 m lang und 6,2 m breit, hatte 2,1 m Tiefgang und zwei Masten, und wog leer 237 Tonnen. Es wurde von 290 Ruderern bewegt und hatte in der Schlacht von Lepanto etwa 400 Seeleute und Soldaten an Bord. Während der Schlacht waren 50 Mann auf der oberen Plattform des Vorderdecks postiert, 50 auf der Mittschiffsrampe, jeweils 50 entlang beiden Seiten am Bug, 50 auf der Bootsplattform, 50 auf der Herdplattform, 50 an den Heckseiten, und noch einmal 50 auf der Heckplattform. Um das riesige Schiff in der Schlachtordnung zu halten und beim Manövrieren zu unterstützen, wurde es zusätzlich von zwei anderen Galeeren geschoben. (Das ermöglichte es, auf der Real eine Zahl von Ruderbänken im Vorschiff mit Planken abzudecken, auf denen kämpfende Soldaten postiert waren.) Die Aufbauten waren prächtig verziert, und das ganze Schiff war in den spanischen Farben Rot und Gold gehalten.

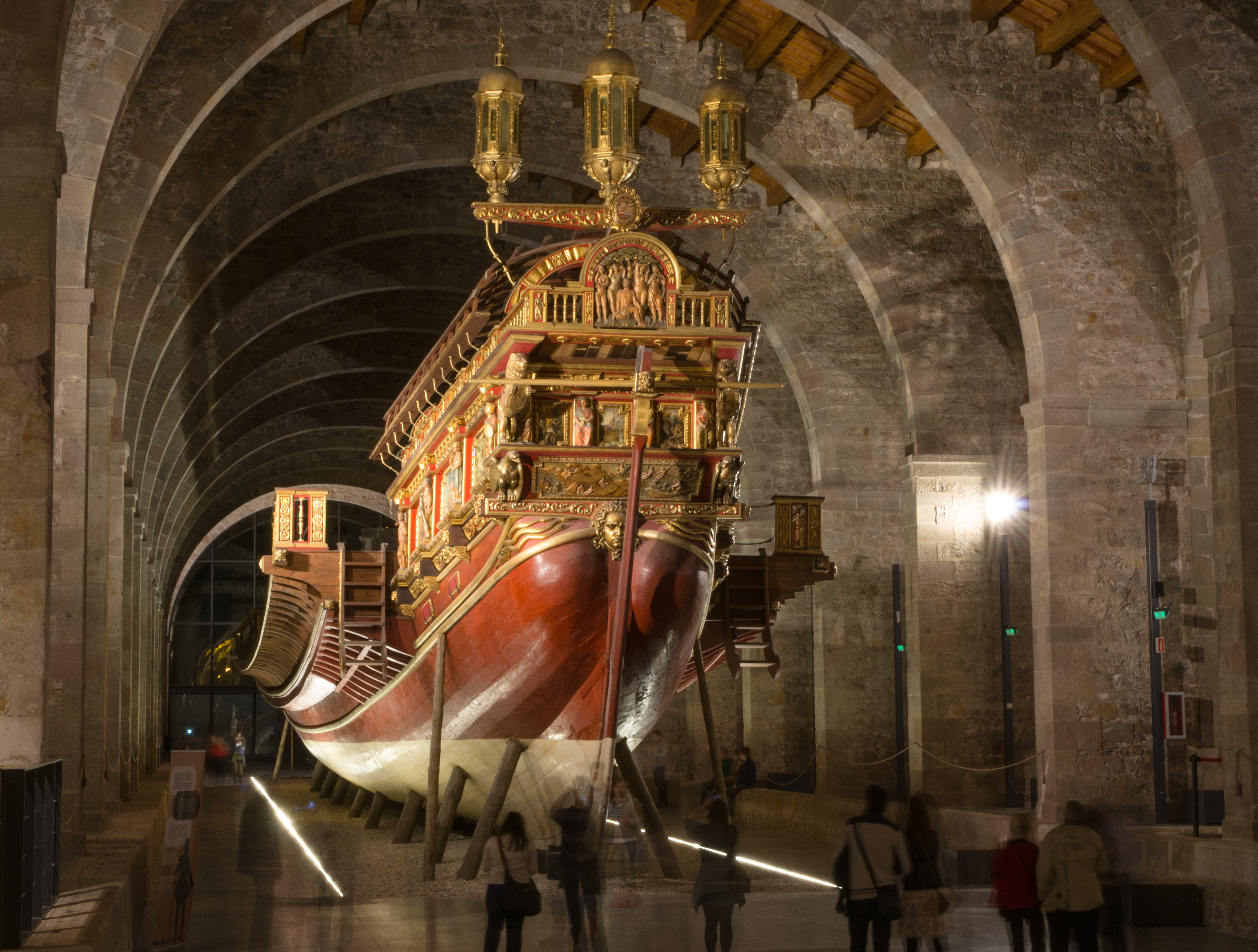
Rückansicht des Nachbaus
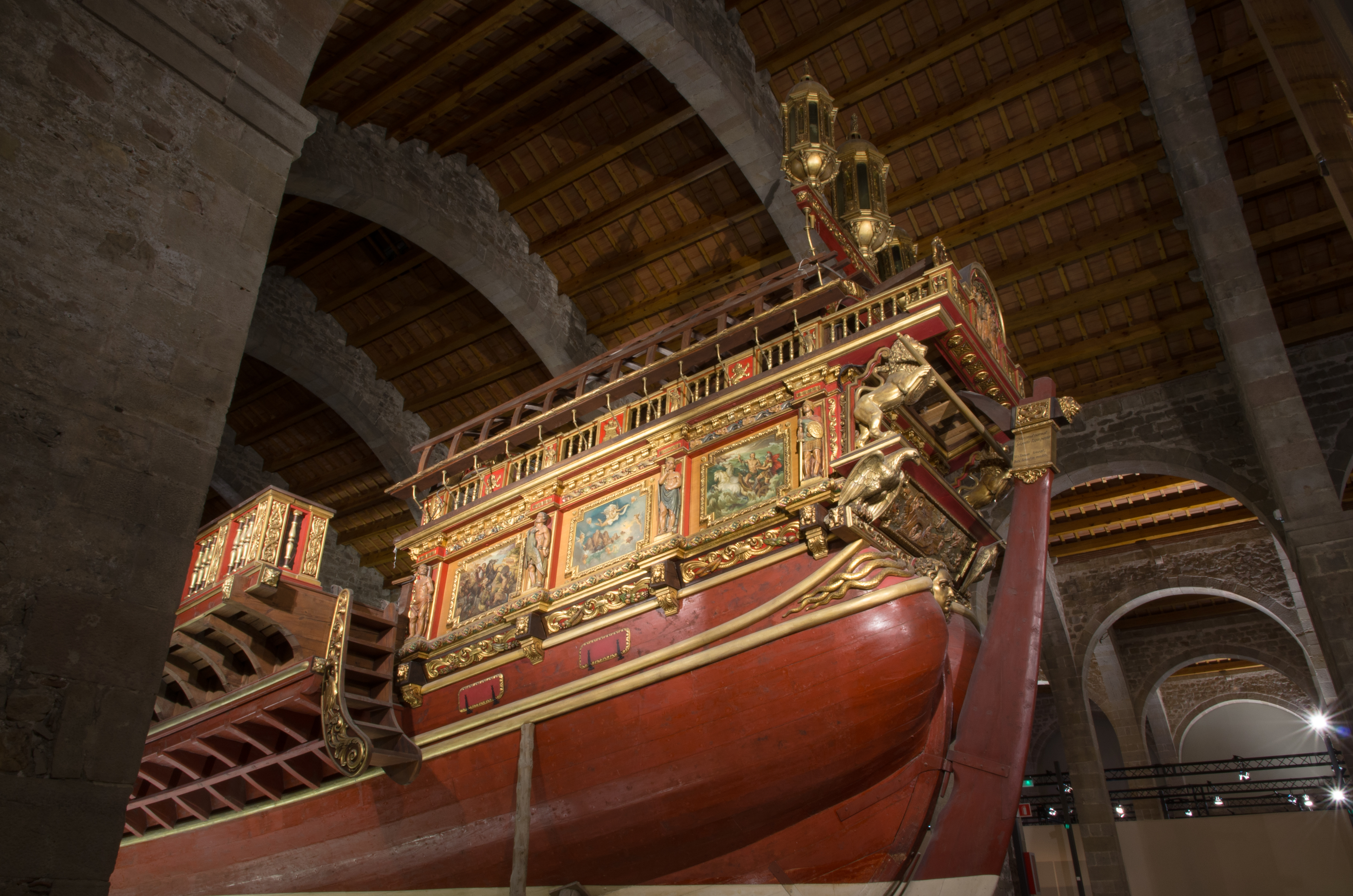
Detailansicht vom Heck des Nachbaus
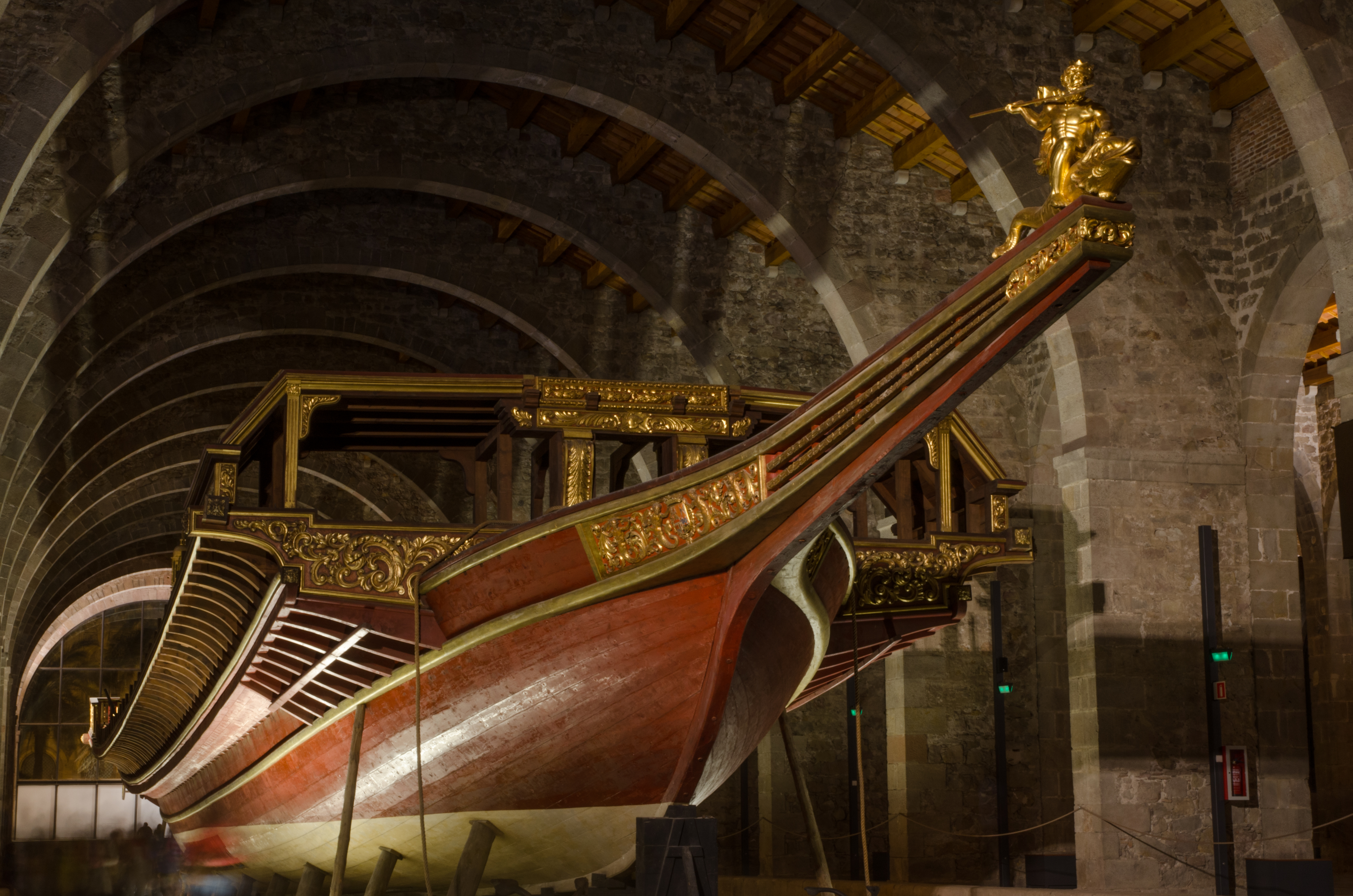
Frontansicht
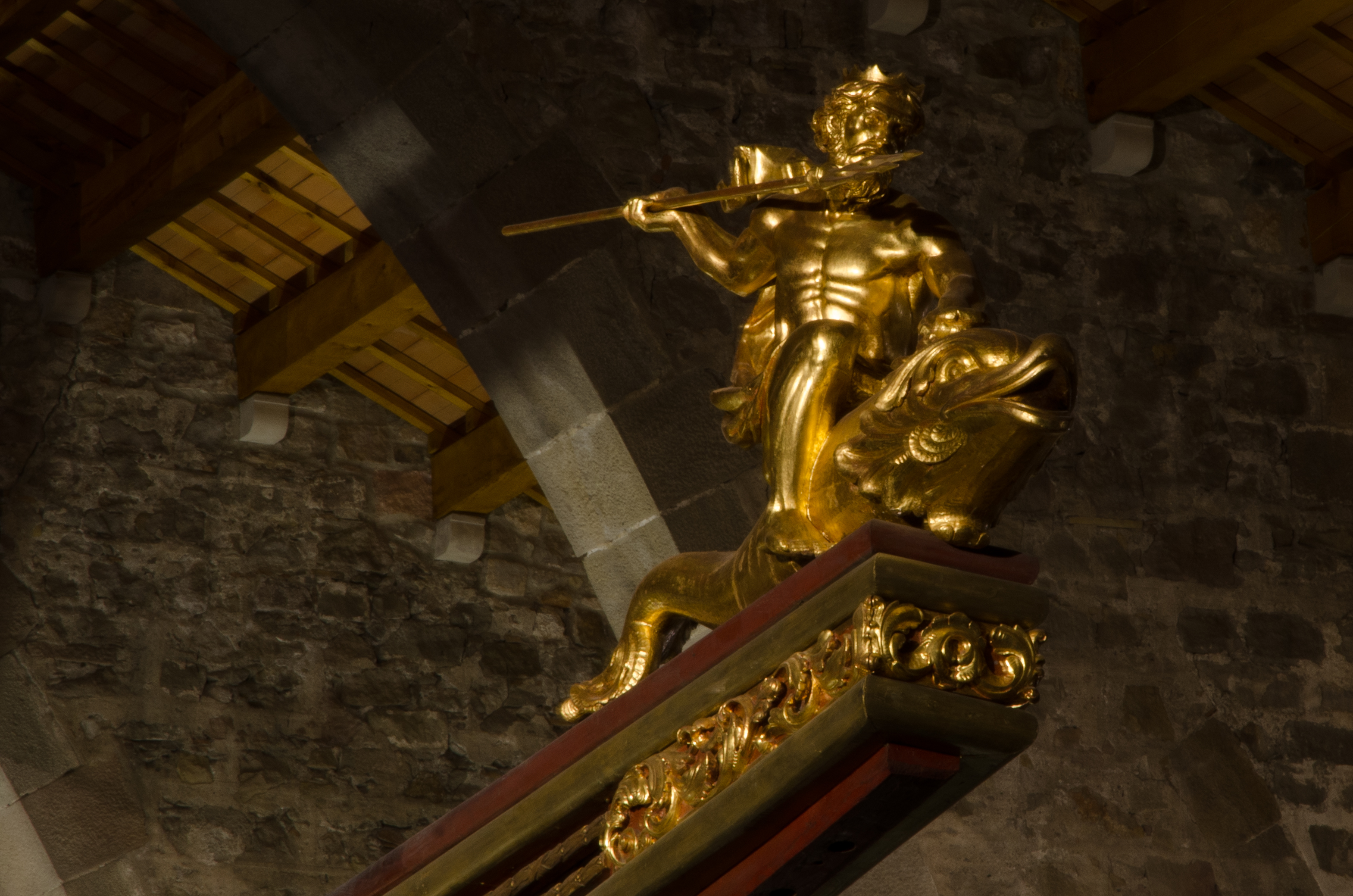
Galionsfigur

## Anmerkung
„La Real“ war üblicherweise die Bezeichnung für das Flaggschiff einer spanischen Flotte der damaligen Zeit, und nicht unbedingt auch der eigentliche Name des Schiffes. Das Schiff des stellvertretenden Oberbefehlshaber wurde als „Almirante“ bezeichnet. Andere Schiffe mit Kommandofunktionen waren die „Patrona/Padrona“ und die „Lanterna“.